# Fábio Alves Félix
Fábio Alves Félix, mais conhecido como Fabinho (São Bernardo do Campo, 10 de janeiro de 1980) é um treinador e ex-futebolista brasileiro que atuava como volante. Atualmente está sem clube.

## Carreira
Fabinho iniciou a sua carreira profissional em 2000 no São Caetano e em 2001 passou pelo Corinthians. No final de 2004 foi para o Japão para jogar no Cerezo Osaka. Em 2006 é anunciado para jogar no Santos. Em junho do mesmo ano, transferiu-se para o Toulouse.
Em uma negociação envolvendo o lateral do Corinthians Eduardo Ratinho, acertou a sua volta ao clube paulista.
Conquistou em 2002 o Torneio Rio-São Paulo e a Copa do Brasil de 2002, o Campeonato Paulista de 2003 pelo Corinthians e o Campeonato Paulista de 2006 pelo Santos.
Chegou, junto com o Timão, na final da Copa do Brasil de 2008 e ficou com o vice-campeonato. Em 8 de novembro de 2008, conquistou o Campeonato Brasileiro - Série B pelo Corinthians e em 15 de maio de 2009 rescindiu seu contrato com a equipe. 
Ainda em 2009, foi contratado pelo Cruzeiro Esporte Clube, por recomendação de Adílson Batista, fazendo parte do elenco vice-campeão da Libertadores do mesmo ano.
Fabinho teve seu contrato com o Cruzeiro rescindido no início de 2011. Logo depois assinou contrato com o Yokohama FC.
Em 4 de julho de 2011, assinou contrato com o Bahia, onde permanecerá até o fim do ano disputando a Série A. No final de dezembro de 2012, seu contrato não foi renovado, e ele deixou o Bahia.
Sem receber salários do Bahia, seu último clube, Fabinho desejava voltar a atuar por alguma outra agremiação. O volante tinha preferencialmente a vontade de jogar no São Caetano, que, segundo o atleta, o tirou da "boca da favela".
Em março de 2013, o volante acertou com o São Caetano. Na sua estreia, no dia 2 daquele mês, o volante acabou cometendo o pênalti que deu a vitória ao Botafogo-SP por 1–0 e que manteve o Azulão na lanterna do Paulistão 2013.

## Títulos
Corinthians
- Copa do Brasil: 2002 e 2009
- Torneio Rio-São Paulo: 2002
- Campeonato Paulista: 2003 e 2009
- Campeonato Brasileiro - Série B: 2008

Santos
- Campeonato Paulista: 2006

Bahia
- Campeonato Baiano: 2012[7]